# NLL sezon 2007
Sezon rozpoczął się 20 grudnia 2006 roku, a zakończył 12 maja 2007 roku. W tym sezonie do ligi dołączyły dwa zespoły: Chicago Shamrox i New York Titans. Podczas meczu All-Star Game zespół wschodu pokonał zachód 20-16. Wszystkie zespoły rozegrały po 16 meczów w sezonie zasadniczym. Był to dwudziesty pierwszy sezon zawodowej ligi lacrosse (licząc sezony EPBLL i MILL). Mistrzem sezonu została drużyna Rochester Knighthawks.

## Wyniki sezonu
W – Wygrane, P – Przegrane, PRC – Liczba wygranych meczów w procentach, GZ – Gole zdobyte, GS – Gole stracone
| Kwalifikacja do playoffs |

| Wschodnia Dywizja     |    |    |       |     |     |
| Drużyna               | W  | P  | PRC   | GZ  | GS  |
| Rochester Knighthawks | 14 | 2  | 0.875 | 249 | 194 |
| Buffalo Bandits       | 10 | 6  | 0.625 | 207 | 188 |
| Minnesota Swarm       | 9  | 7  | 0.563 | 200 | 207 |
| Toronto Rock          | 6  | 10 | 0.375 | 187 | 183 |
| Chicago Shamrox       | 6  | 10 | 0.375 | 176 | 191 |
| Philadelphia Wings    | 6  | 10 | 0.375 | 178 | 186 |
| New York Titans       | 4  | 12 | 0.250 | 195 | 233 |

| Zachodnia Dywizja  |    |    |       |     |     |
| Drużyna            | W  | P  | PRC   | GZ  | GS  |
| Colorado Mammoth   | 12 | 4  | 0.750 | 209 | 179 |
| Calgary Roughnecks | 9  | 7  | 0.563 | 219 | 202 |
| San Jose Stealth   | 9  | 7  | 0.563 | 181 | 170 |
| Arizona Sting      | 9  | 7  | 0.563 | 188 | 181 |
| Edmonton Rush      | 6  | 10 | 0.375 | 160 | 189 |
| Portland LumberJax | 4  | 12 | 0.250 | 153 | 199 |

### Playoffs

#### Półfinały dywizji
- Arizona Sting 13 – Calgary Roughnecks 9
- Toronto Rock 8 – Rochester Knighthawks 10
- San Jose Stealth 15 – Colorado Mammoth 14 (Po dogrywce)
- Minnesota Swarm 8 – Buffalo Bandits 14

#### Finały dywizji
- San Jose Stealth 7 – Arizona Sting 9
- Buffalo Bandits 13 – Rochester Knighthawks 14

#### Finał
- Arizona Sting 11 – Rochester Knighthawks 13